# السيد إيكس (ريزدنت إيفل)
السيد إيكس هو شخصية وخصم من لعبة رعب البقاء لعام 1998 ريزدنت إيفل 2 والتي أُعيد إنتاجها عام 2019 ، وكلاهما جزء من سلسلة ريزدنت إيفل التي أنشأتها الشركة اليابانية كابكوم. يُعرف أيضًا باسم T-00 Tyrant ، وهو جزء من سلسلة من الأسلحة البيولوجية الذكية التي طورتها شركة أمبريلا، ويطارد السيد إيكس بطلي اللعبة ليون إس. كينيدي وكلير ريدفيلد خلال أجزاء كبيرة من اللعبة.
السيد إيكس هو الطاغية الوحيد في السلسلة الذي يرتدي ملابس أكثر تقليدية في شكل معطف خندق، وفي النسخة الجديدة، قبعة فيدورا. اكتسب السيد إيكس في النسخة الجديدة شعبية كبيرة بين المعجبين والنقاد، وأصبح ميمًا على الإنترنت بسبب صرامته المثيرة للخوف ومظهره اللطيف غير المتجانس. وقد ظهر بشكل متكرر إلى جانب أغنية دي إم إكس المنفردة لعام 2002 " X Gon' Give It to Ya ". أشاد النقاد بالاندماج العميق للسيد إيكس في آليات اللعبة، لكن الضغط المستمر للهروب منه مثير للجدل، حيث اضطر بعض المعجبين إلى حد عمل مودات لاخراجه من اللعبة بالكامل.

## التطوير

شكل الطفرة المتعددة للسيد ديكس.

يعود الفضل إلى شينجي ميكامي في إنشاء السيد إيكس، المعروف أيضًا باسم T-00، والذي كان نسخة محسنة من T-002 Tyrant في لعبة ريزدنت إيفل. الطغاة هم جنود خارقون صممتهم شركة أمبريلا عبر الهندسة الحيوية، وشركة أمبريلا هي شركة صناعة أدوية ذات خطط سرية شريرة تتضمن إنشاء وبيع الأسلحة البيولوجية العضوية. كانت الفكرة الأساسية للوحش الشبيه بالبشر الذي يرتدي معطفًا واقيًا من المطر، وعملية التحول اللاحقة، موجودة منذ المراحل المبكرة من تطوير لعبة ريزدنت إيفل 2. في اللعبة الأصلية، كان الذكاء الاصطناعي للسيد إيكس أكثر أساسية، ولم يكن قادرًا على اختراق الغرف إذا قام اللاعب بالدخول إلى قسم آخر من اللعبة، فلن يتمكن من تعقب اللاعب.
في نسخة عام 2019 الجديدة ، صُمم السيد إيكس خصيصًا لملاحقة بطل الرواية، تمامًا مثل نيمسيس في ريزدنت إيفل 3 وعائلة بيكر في ريزدنت إيفل 7: بايوهازرد. تزداد الموسيقى المشؤومة والخطوات الثقيلة في الحجم والشدة كلما اقترب من العازف. بسبب ظهوره العديدة في أماكن مختلفة، اعتقد بعض الناس أن هناك العديد من الطغاة من نوع السيد إيكس في الوجود، لكن مدير اللعبة كازونوري كادوي أكد أنه لم يكن هناك سوى حالة واحدة للسيد إيكس. لتحديد كيفية تتبع الشخصية لموقع الأبطال داخل اللعبة، استخدم مصمم مستوى مستقل أداة كاميرا بدون مشبك لتحديد موقع السيد إيكس، مؤكدًا أنه يمكنه استشعار اللاعب، لكنه لم "يغش" باستخدام النقل الآني، بل يتحرك بسرعة حوالي أربعة أضعاف سرعة مشيته القياسية عندما لم يكن مرئيًا للاعب.

## الظهور
في لعبة ريزدنت إيفل 2 الأصلية (1998)، ارتدى السيد إيكس معطفًا خندقًا فقط، بينما في النسخة الجديدة، ارتدى أيضًا قبعة فيدورا. تم إسقاطه في مدينة راكون بواسطة شركة أمبريلا مع خمسة آخرين من طغاة تي-103 أثناء تفشي فيروس تي، وهو فيروس زومبي شديد العدوى أنشئ كسلاح بيولوجي. بينما أُمر الآخرون بالانخراط في التستر على الوضع، تم تكليف السيد إيكس بمهمتين فريدتين - للقضاء على أي ناجين في مركز شرطة مدينة راكون، وتعقب عينة من الفيروس جي، وهو مسبب مرضي متحور يمكّن من النمو والقوة الهائلة، بأي وسيلة ضرورية. سرعان ما يكتشف ليون وكلير أنه محصن ضد الأذى من أي سلاح عادي. بينما كان عاجزًا مؤقتًا عن الحركة بسبب تأثير شاحنة متحركة ومتفجرات تم تفجيرها بواسطة الشخثية الشريرة للعبة آدا ونغ، تعافى لاحقًا قبل أن يُقتل على ما يبدو على يد ويليام بيركين، وهو عالم متحور عمل سابقًا في شركة أمبريلا. في سيناريو كلير، لم يتم رؤيته أبعد من ذلك، بينما في سيناريو ليون، يظهر السيد إيكس وكأنه تجدد مرة أخرى، ويطارد ليون في منطقة نيست، وهي منشأة بحثية سرية تابعة لشركة أمبريلا. في سيناريو كلير، لم يتم رؤيته أبعد من ذلك، بينما في سيناريو ليون، يظهر السيد إيكس وكأنه تجدد مرة أخرى، ويطارد ليون في منطقة نيست، وهي منشأة بحثية سرية تابعة لشركة أمبريلا. عندما يتم تشغيل تسلسل التدمير الذاتي لـمركز نيست، فإنه يتحول إلى متحور بقدرات هائلة لمحاولة قتل ليون مرة واحدة وإلى الأبد. تعطي آدا ليون قاذفة صواريخ، مما يسمح له بقتل السيد إيكس بشكل نهائي.
يظهر السيد إيكس أيضًا كعدو في لعبة إطلاق النار بالمسدس الخفيف التي طورتها شركة Cavia، ريزدنت إيفل: ذا دارك سايد كرونيكلز (2009)، وكشخصية قابلة للعب في ريزنت إيفل: رزستنس (2020)، وهي لعبة مصاحبة لـ ريزدنت إيفل 3: نمسيس (2020).

### ظهور آخر
خارج سلسلة ريزدنت إيفل، يظهر السيد إيكس في مونستر هنتر: ورلد (2018) ببجي موبايل (2018)، و بزل أند سرفايفل (2023).